# Clădirea fostei școli de meserii de pe str. Ismail, 46 (Chișinău)
Clădirea fostei școli de meserii de pe str. Ismail, 46 este o clădire amplasată pe str. Ismail, 46 în Chișinău, Republica Moldova. Este un monument istoric și arhitectural de importanță națională inclus în Registrul monumentelor Republicii Moldova ocrotite de stat cu nr. 219 (municipiul Chișinău). Datează de la sf. sec. XIX.